# Wereldkampioenschappen synchroonzwemmen 2019 – Team hoogtepunten routine
De hoogtepuntenroutine voor teams tijdens de wereldkampioenschappen synchroonzwemmen 2019 vond plaats op 15 juli 2019 in het Yeomju Gymnasium in Gwangju.

## Uitslag
| Rang   | Land      | Punten  |
| ------ | --------- | ------- |
| Goud   | Oekraïne  | 94.5000 |
| Zilver | Italië    | 91.7333 |
| Brons  | Spanje    | 91.1333 |
| 4      | Canada    | 89.9333 |
| 5      | Frankrijk | 87.2000 |
| 6      | Israël    | 83.7000 |
| 7      | Hongarije | 77.5667 |
| 8      | Thailand  | 71.1333 |